# Armenski jezici
Armenski jezici (privatni kod: arme), grana indoeuropskih jezika koja obuhvaća današnja dva živa jezika, armenski [hye] i hamšenski [1ev] a kojima su prethodili klasični armenski [xcl] i srednjovjekovni armenski [axm].
Hamšenski smatraju arhajskim zapadnoarmenskim dijalektom, ali armenskom jeziku je nerazumljiv, a govore ga Hamšenci u Abhaziji i sjeveroistočnoj Turskoj.
Klasični armenski bio je literalni jezik do 19. stoljeća a najraniji tekstovi su iz 450 godine. Očuvao se u molitvama i pjesmama Armenske apostolske crkve.
Srednjovjekovni amenski se govorio u istočnoj Anatoliji od 11 do 15. stoljeća.
Armenskoj skupini nekada je bio pripisivan i lomavrenski [rmi], jezik armenskih Roma poznatih kao Boša, odnosno Lom. Ovaj jezik mješavina je armenskohg i romskog, i danas ga klasificiraju u miješane jezike.

## Vanjske poveznice
- Ethnologue (14th)
- Ethnologue (15th)
- The Armenian Subgroup